# Боулби, Эйприл
Эйприл Боулби (англ. April Bowlby, род. 30 июля 1980) — американская актриса, наиболее известная по своей роли Стейси Барретт в телесериале «До смерти красива».

## Биография
Боулби родилась в Вальехо, штат Калифорния. Она изучала французский язык и увлекалась балетом прежде чем решила посвятить себя актерскому мастерству. Во время обучения она кратко работала моделью, а в 2004 году дебютировала на телевидении в эпизоде сериала «C.S.I.: Место преступления». После ещё нескольких гостевых ролей Боулби получила второстепенную роль в ситкоме «Два с половиной человека», где периодически появлялась два следующих года.
Боулби добилась наибольшей известности благодаря роли Стейси Барретт, подруги главной героини в сериале «До смерти красива», где она снималась с 2009 по 2014 год.
Помимо работы на телевидении, Боулби появилась в кинофильмах «Все дороги ведут домой» (2008), «Верзила Салмон» (2009) и «Prada и чувства» (2011).

## Фильмография
| Телевидение           | Телевидение                         | Телевидение                    | Телевидение                     | Телевидение                           |
| Год                   | Русское название                    | Оригинальное название          | Роль                            | Примечание                            |
| --------------------- | ----------------------------------- | ------------------------------ | ------------------------------- | ------------------------------------- |
| 2005                  | C.S.I.: Место преступления Нью-Йорк | CSI: NY                        | Дженни Ли                       | Эпизод: «Crime and Misdemeanor»       |
| 2005                  | Блондинка в книжной лавке           | Stacked                        | Жасмин                          | Эпизод: «The Ex-Appeal»               |
| 2005                  | Фредди                              | Freddie                        | Сидни                           | Эпизод: «Rich Man, Poor Girl»         |
| 2005-2007, 2012, 2015 | Два с половиной человека            | Two and a Half Men             | Кэнди                           | 17 эпизодов                           |
| 2007-2009, 2014       | Как я встретил вашу маму            | How I Met Your Mother          | Мег                             | 4 эпизода                             |
| 2004, 2010            | C.S.I.: Место преступления          | CSI: Crime Scene Investigation | Кейтлин Раккиш / Марта Петрович | 2 эпизода                             |
| 2010                  | Ясновидец                           | Psych                          | Лорен Ласситер                  | Эпизод: «Dead Bear Walking»           |
| 2009—2014             | До смерти красива                   | Drop Dead Diva                 | Стейси Барретт                  | Регулярная роль, 78 эпизодов          |
| 2015                  | Мамочка                             | Mom                            | Селин                           | Эпизод: «Cheeseburger Salad and Jazz» |
| 2017                  | Теория Большого взрыва              | The Big Bang Theory            | Ребекка                         | 10 сезон 21 серия                     |
| 2019 — 2023           | Роковой патруль                     | Doom Patrol                    | Рита Фарр                       | Регулярная роль                       |
| Кино                  |                                     |                                |                                 |                                       |
| Год                   | Русское название                    | Оригинальное название          | Роль                            | Примечание                            |
| 2007                  | Пески забвения                      | Sands of Oblivion              | Хизер                           | Телефильм                             |
| 2008                  | Все дороги ведут домой              | All Roads Lead Home            | Наташа                          |                                       |
| 2009                  | Верзила Салмон                      | The Slammin' Salmon            | Миа                             |                                       |
| 2011                  | Prada и чувства                     | From Prada to Nada             | Оливия                          |                                       |
| 2017                  | Ловушка для жены                    | Presumed                       | Рэйчел Уилсон                   |                                       |